# Toshihide Masukawa
Toshihide Masukawa (efternamnet stavas ibland Maskawa) (japanska: 益川敏英,?, Masukawa Toshihide), född 7 februari 1940 i Nagoya, död 23 juli 2021 i Kyoto, var en japansk teoretisk fysiker, känd för sina arbeten kring CP-brott. Artikeln "CP Violation in the Renormalizable Theory of Weak Interaction" (1973), som Masukawa skrev tillsammans med Makoto Kobayashi, var år 2007 den tredje mest citerade partikelfysik-studien genom alla tider.
Han delade hälften av 2008 års Nobelpris i fysik med Makoto Kobayashi för deras arbete som ledde till ”upptäckten av ursprunget till det symmetribrott som förutsäger att naturen måste ha minst tre familjer av kvarkar”. Yoichiro Nambu tilldelades prisets andra hälft.
Masukawa var född och uppvuxen i Aichi prefektur. Han avlade examen vid Nagoyas universitet 1962 och fick sin doktorstitel vid samma universitet 1967. Han har tidigare belönats med bland annat J. J. Sakurai-priset och Japanska akademipriset.Han är numera verksam vid Yukawa Institute for Theoretical Physics (YITP), Kyoto universitet, Kyoto.